# Indicação geográfica
Indicação Geográfica é como se convenciona chamar a identificação de um produto ou serviço como originário de um local, região ou país, quando determinada reputação, característica e/ou qualidade possam lhe ser vinculadas essencialmente a sua origem geográfica, sendo passíveis de proteção legal contra uso de terceiros, em termos de Propriedade Industrial.

## Vinhos do Porto e do Douro
A produção de vinhos na região do Douro remonta ao século III d.C., conforme registos arqueológicos, enfrentado diversos ciclos económicos de expansão e retração ao longo de sua história. As regiões do Douro e do Porto estão, também, de longa data ligadas, sendo a primeira tradicionalmente uma grande produtora de vinhos e a segunda um importante entreposto para exportação. O vinho produzido no Douro chegava a região do Porto onde envelhecia e era preparado para exportação, principalmente para Inglaterra.
Já no século XVIII, através do Marquês de Pombal, por pressão do setor de vinho, surge em 10 de Setembro de 1756, a Companhia Geral da Agricultura das Vinhas do Alto Douro, visando assegurar a qualidade do produto, evitando adulterações, equilibrando a produção e o comércio e estabilizando os sempre oscilantes preços.
Nasce aí a primeira delimitação da área de produção, instalando-se marcos de pedra, afim de indicar as áreas de melhor qualidade para o processo de vinificação, sendo estas, as únicas que seriam autorizadas à exportar vinhos para Inglaterra, estabelecendo-se um cadastro de produtores.
O ano de 1907 marcou alterações na estrutura da produção do vinho do Porto, através de um decreto que visava a regulamentar a produção, venda, exportação e fiscalização do vinho do Porto, novamente demarcada a região produtora. Estabelecia um controle mais restrito sobre a origem do produto, reservando a denominação de Porto para os vinhos generosos (licorosos) da região do Douro, com graduação alcoólica mínima de 16,5º, tendo sua proteção e fiscalização a cargo da Comissão de Viticultura da Região do Douro, instituída e gerida pelo governo, com a participação de produtores.
Consistindo na primeira área delimitada de produção, com mecanismos de controle, ela é considerada como sendo a primeira indicação geográfica protegida da história, ainda que este mecanismo de proteção só venha a surgir com uma forma mais próxima da atual na França, em 1927.

## Champagne
O champagne se confunde com a história do vinho. Originário da região de Champagne-Ardenne na França, passou a ser sinônimo de vinho espumante em vários países. Primeira Appellation d'origine contrôlée (denominação de origem protegida), foi reconhecida em 1927, servindo de modelo para a implantação do sistema de controle da origem de vinhos na França e, posteriormente no mundo.

## Acordo de Lisboa
O Acordo de Lisboa de 31 de Outubro de 1958 foi celebrado para permitir o registo internacional das Denominações de Origem, podendo participar qualquer um dos países signatários da Convenção da União de Paris (CUP). Define denominação de origem como sendo a denominação geográfica de um país, região ou localidade, que serve para designar um produto como originário dele, quando suas qualidades ou características decorrem exclusiva ou essencialmente do meio geográfico, incluídos fatores naturais e humanos.

## Proteção no âmbito da OMC
O Acordo Relativo aos Aspectos do Direito da Propriedade Intelectual Relacionados com o Comércio (ADPIC), mais conhecido como Acordo TRIPs (do inglês Agreement on Trade-Related Aspects of Intellectual Property Rights) é um tratado Internacional, integrante do conjunto de acordos assinados em 1994 que encerrou a Rodada Uruguai do GATT e criou a Organização Mundial do Comércio.
Dentro os direitos previstos no Acordo TRIPs estão as indicações geográficas, definidas no seu art. 22, inciso 1, como “indicações que identifiquem um produto como originário do território de um Membro, ou região ou localidade deste território, quando determinada qualidade, reputação ou outra característica do produto seja essencialmente atribuída à sua origem geográfica.”
Assim, coube a cada país signatário do Acordo TRIPs a interiorização das obrigações decorrentes da proteção das indicações geográficas. Os Estados Unidos, por exemplo, as protege como marcas. França, Brasil e outros, possuem normas e procedimentos próprios para proteger as indicações geográficas como uma modalidade autônoma de propriedade industrial, no mesmo nível da concedida na patente, no desenho industrial e na marca.